# Vincenzo Guarana
Vincenzo Guarana (Venezia, 22 luglio 1742 – Venezia, 1815) è stato un pittore italiano.

## Biografia
Figlio di Giacomo Guarana, iniziò la sua attività nella di lui bottega: dal 1774 membro dell'Accademia di belle arti di Venezia e presidente della stessa dal 1799 al 1802, la sua produzione riguardò principalmente i soggetti religioso e storico. La sua prima opera risale al 1774 e raffigurava la Cattura di Sansone. Operò in modo importante col padre per la realizzazione dei cicli decorativi di Palazzo Barbarigo della Terrazza. Altre opere importanti furono i dipinti raffiguranti l'Incoronazione del doge Marco Barbarigo e la scena in cui il doge Agostino Barbarigo riceve da Caterina Cornaro la corona di Cipro. Operò attorno al 1780 nella chiesa di San Tomà. Le opere ritrattistiche, pur essendo meno numerose, non mancano: si segnalano il Ritratto dei tre avogadori nel Palazzo Ducale di Venezia, il Ritratto del procuratore Alvise Contarini e il Ritratto di Ludovico Manin, poi disperso.